# Rhizidium richmondense
Rhizidium richmondense är en svampart som beskrevs av Willoughby 1956. Rhizidium richmondense ingår i släktet Rhizidium och familjen Chytridiaceae.   Inga underarter finns listade i Catalogue of Life.